# Робертсон, Кейн
Пол Кейн Робертсон (англ. Paul Kaine Robertson, родился 29 октября 1980 в Окленде) — итальянский регбист новозеландского происхождения, игравший на позициях правого фланкера и правого вингера.

## Карьера

### Клубная
Окончил Оклендскую грамматическую школу (учился вместе с Дуг Хоулеттом). Регби занялся в 11 лет. Игровую карьеру в Италии начал в 2001 году в команде «Арикс Виадана» (позднее просто «Виадана»), дебютировав за неё 22 сентября 2001 в Падуе против команды «Петрарка». В сезоне 2001/2002 чемпионата Италии благодаря 12 попыткам Робертсона «Виадана» завоевала титул чемпиона Италии, а Робертсон стал рекордсменом по количеству попыток. В 2003 и 2007 годах он завоёвывал ещё два кубка, в сезоне 2008/2009 снова дошёл до финала, но там «Виадана» проиграла «Бенеттону Тревизо». В сезонах 2006/2007 и 2008/2009 Кейн также становился лучшим по попыткам (по 9 и 11 попыток за сезоны соответственно).
Благодаря своей манере игры и физической силе он стал главной ударной силой клуба. В сезоне 2010/2011 он перешёл в «Айрони», но из-за травмы до января не мог играть. Более того, он проиграл конкуренцию на правом фланге и перестал попадать в основной состав. После распада команды летом 2012 года он вернулся в «Виадану», в отличие от своих бывших одноклубников, которые ушли в «Цебре».
В 2014 году в интервью газете Gazzetta di Mantova заявил о завершении карьеры и возвращении в Новую Зеландию: Робертсон захотел больше времени проводить с семьёй.

### В сборной
В Италию приехал в 1998 году и вскоре получил гражданство. Дебютировал 26 июня 2004 в тест-матче против Румынии. Итальянцы проиграли со счётом 25:24, но Робертсон занёс попытку. В 2005 году в составе сборной он дебютировал на Кубке шести наций в матче против Ирландии. 24 февраля 2007 в матче против Шотландии Кейн занёс одну из четырёх попыток сборной Италии и помог одержать итальянцам первую в их истории победу в матче Кубка шести наций в гостях (победа 17:37).
В 2007 году на чемпионате мира Робертсон сыграл три матча на групповом этапе (Италия не вышла в плей-офф). В 2008 году на Кубке шести наций он сыграл четыре из пяти тест-матчей перед началом летнего турне в Аргентину и ЮАР. Осенью он сыграл с командами Австралии, Аргентины и «Пасифик Айлендерс». Последнюю игру провёл 19 июня 2010 в Витбанке против ЮАР (поражение 29:13).

## Достижения
- Чемпион Италии: 2001/2002
- Победитель Кубка Италии: 2002/2003, 2006/2007, 2012/2013
- Победитель Суперкубка Италии: 2007